# MOTHER (LUNA SEA의 음반)
《MOTHER》는 LUNA SEA의 4번째 정규 앨범이다. 초회 한정반에는 투명 픽쳐 라벨이 포함되어 있다.

## 개요
"이전 앨범을 제작하며 얻은 것을 다음 작품에 활용해 왔다는 의미로, 「LUNA SEA」 「IMAGE」 「EDEN」등의 "3부작"을 완결했다고 생각한다. 하지만 이것으로 끝나지 않고, 더 "진짜"를 목표로 하고 싶다"라는 멤버들의 의도에 따라 제작이 이루어졌다. 멤버 중 한 명인 스기조는 "밴드 매직이 태어난 작품"으로 완성되었다고 밝혔다.
매니퓰레이터 겸 키보디스트인 키쿠치 다이스케가 제작에 참여하기 시작한 것도 이 무렵이다.
전에 발매한 세개의 앨범과 다르게 성숙한 멜로디를 위주로 음반을 만들어 많은 변화를 추구 하였고, LUNA SEA에게 큰 변화를 준 앨범이라 볼 수 있다. 이 앨범을 계기로 LUNA SEA는 사람들에게 보다 가까이 다가가는 계기가 되었으며, ROSIER, TRUE BLUE, MOTHER 등의 곡들이 싱글로 발매되어 대히트하였다.

## 수록곡
- 전체 작사・작곡・편곡: LUNA SEA

1. LOVELESS
원곡자 : 스기조
"이 곡보다 오프닝에 어울리는 곡은 없다"고 밝힌 곡. 첫 도쿄돔 라이브 인 「LUNATIC TOKYO」를 비롯해 다양한 공연에서 오프닝으로 연주되었다. 인트로와 아웃트로에서 "eins.. zwei.. "라고 중얼거리고 있는 것은 스기조. 라이브에서는 스기조가 트리플 넥 기타 (PR -TRIPLE NECK- (ESP))를, INORAN은 12현의 어쿠스틱 기타를 사용하여 연주한다.
2. ROSIER
원곡자 : J
3rd 싱글. 중간의 영어 가사는 J가 썼으며, 자신을 향하여 쓴 유서라고 불린다. (전작 EDEN 제작 중 슬럼프에 빠진 적이 있어, 지금까지의 시시한 자신에게 장례를 올린다는 의미에서 썼다고 한다.) 라이브에서는 J가 베이스를 연주하면서 이 영어 가사를 낭독 한 후 "가자, ○○!!! (대개는 라이브 회장 이름)"라고 외치면서 마이크 스탠드를 뒤로 집어 던지는 장면으로 정평이 나 있다. 싱글로 발매된 버전은 곡의 마지막에 페이드 아웃 하는 반면, 앨범에 수록되어있는 버전은 곡의 끝까지 수록되어 마지막에는 류이치의 "I'm the trigger"라는 음성과 함께 기타 앰프의 노이즈로 끝난다.
3. FACE TO FACE
원곡자 : 이노란
4. CIVILIZE
원곡자 : 스기조
곡 구성이 전후 대칭되어 있다. 2014년에 25주년 기념으로 발매된 라이브 앨범 NEVER SOLD OUT 2를 통해 라이브 음원으로써는 첫 공식 음원화되었다.
5. GENESIS OF MIND ~夢の彼方へ~ (꿈의 저편으로)
원곡자 : 스기조
세상을 떠난 사람을 위한 진혼가로 만들어진 곡. (이 시기 류이치가 재적했던 밴드 SLAUGHTER의 드러머였던 JUN(당시 DEEP 소속)의 급서 및 기타 멤버의 가족의 사망이 겹쳐 있었다.). 연주 시간이 8분 이상 되는 긴 곡이다. 라이브에서 스기조는 트리플 넥 기타를 사용하여 연주한다.
6. AURORA
원곡자 : 스기조
비디오 「Sin After Sin」의 엔딩에서 흘러 나온 「AFTER SIN」이라는 곡을 원곡으로 만들어졌다.
7. IN FUTURE
원곡자 : J
2비트의 곡으로 가사가 모두 한자와 카타카나로 쓰여져 있다.
8. FAKE
원곡자 : 이노란
LUNA SEA의 노래 중 유일하게 라이브로는 한번도 연주되지 않았다.
9. TRUE BLUE
원곡자 : J
4th 싱글. 밴드 최초로 오리콘 싱글 차트 1위를 획득. 데뷔 때부터 논 타이업을 관철하여 오리콘 1위를 획득한 것에 대해 스기조는 "지금까지의 우리와 팬들이 옳았다는 것이 증명되었다"고 표현했다.
10. MOTHER
원곡자 : 이노란
5th 싱글. 후에 5th 싱글로 리컷되었으며 LUNA SEA로써는 최초의 발라드 싱글. 앨범 버전과 싱글 버전의 차이는 마지막에 나오는 여성의 웃음소리 유무와 일부 보컬이 다른 점이 꼽힌다. 어쿠스틱 기타 사운드를 중심으로, 스기조의 바이올린이 연주되며, 원곡자인 이노란은 이 곡을 녹음하기 직전에 "이 노래, MOTHER 라는 제목은 어떨까?"라고 했는데, 공교롭게도 이미 류이치가 쓰고 있던 가사 카드 가제에 「MOTHER」라고 쓰여져 있었다고 하는 일화가 있다. (또한, J 도 전에 "이 곡은  MOTHER 라는 제목이 좋지 않을까?" 라고 생각했었다고 한다.) 피아노로 연주된 경음악 버전이 라이브 엔딩 SE로 사용되고 있다.